# Фиглер, Илья Наумович
Илья Наумович Фиглер (3 марта 1947, Бельцы — 12 февраля 2018, Бруклин, Нью-Йорк) — советский шахматист. Мастер спорта СССР (1983), международный мастер (2010).
Двукратный чемпион Молдавии (1970, 1991).
Среди воспитанников — чемпион Молдавии Юлиан Балтаг и международный мастер Фарай Мандижа (Farai Mandizha).
Жил в Нью-Йорке, где продолжал тренировать и участвовал в турнирах ветеранов. В 1997 году получил титул национального мастера США, в 2010 году — международного мастера.
Родители — Наум Борисович Фиглер (1914—1995) и Шева Ильинична Фиглер (1917—1984). Жена — Сицилия Эликовна Клейман, концертмейстер кишинёвской Школы искусств им. В. Полякова.